# Georg Franck von Franckenau
Georg Franck von Franckenau est un médecin allemand du XVIIe siècle.

## Biographie
Georg Franck von Franckenau naquit le 3 mai 1643 à Naumbourg, en Misnie. Après avoir fait d’excellentes études dans cette ville, ainsi qu’à Mersebourg, il se rendit à l’Université d'Iéna, où il reçut les encouragements les plus flatteurs et les témoignages les plus honorables d’estime et d’admiration. Il n’avait pas encore atteint sa vingtième année, lorsque le comte palatin, Christoph Philipp Richter, le couronna poète. Le jeune Frank méritait ce titre par de très-bons vers allemands, latins, grecs et hébreux. Toutefois, ambitionnant une gloire, sinon plus brillante, du moins plus solide, il embrassa l’étude de la médecine.
Les progrès qu’il fit dans cette nouvelle carrière furent tellement rapides, que bientôt ses maîtres le jugèrent capables d’enseigner l’anatomie, la botanique et la chimie. L’Université de Strasbourg jouissait d’une grande renommée ; Frank voulut y aller achever son éducation médicale. Il soutint sa première thèse sur la colique, en 1665. L’année suivante il disserta sur la pleurésie, et fut solennellement promu au doctorat. Charles-Louis, électeur palatin, lui confia la chaire vacante à l’Université de Heidelberg par la mort de Jean-Gaspard Fans, en 1671, et le nomma ensuite son médecin. Chassé par les horreurs de la guerre dont le Palatinat devint le sanglant théâtre, Frank se réfugia d’abord à Francfort-sur-le-Main. Attiré par l’électeur Jean-Georges III à Wittemberg, comblé de faveurs et de bienfaits par Jean-Georges IV et par son successeur Frédéric-Auguste, Frank se laissa pourtant séduire par les offres de Christian V, roi de Danemark. À l’exemple de plusieurs savants dont la conduite est quelquefois en opposition manifeste avec leurs écrits philosophiques, il abandonna sa patrie pour aller chercher sous un ciel étranger de l’or et des dignités. Ses espérances ne furent point trompées ; son ambition fut satisfaite.
Accueilli de la manière la plus distinguée par la famille royale, il fut nommé médecin en chef de l’hôpital des orphelins, archiatre du roi et de la reine, conseiller aulique et membre du conseil supérieur de justice. Frédéric IV confirma dans ses emplois éminents le docteur Frank, qui en jouit jusqu’à sa mort, arrivée le 17 juin 1704. Il avait été anobli en 1692, et créé comte palatin en 1695, sous le nom de Franckenau, par l’empereur Léopold. L’Académie Léopoldine, celle des Ricovrati de Padoue et la Royal Society de Londres l’avaient admis dans leur sein.

## Œuvres
- Lexicon vegetabilium usualium, in quo plantarum quarum usus usque innotuit, nomen cum synonymis latinis, græcis, germanicis, et interdum arabicis, temperamentum, vires ac usus generalis et specialis, atque præparata ex optimis quibusque auctoribus, in usum medicinæ, pharmacopœæ ac chirurgiæ studiosorum, breviter sed perspicue proponuntur, Strasbourg, 1672, in-12. Flatté du succès qu’obtint ce manuel de botanique, l’auteur le perfectionna et le fit réimprimer sous le titre de Flora francica, Heidelberg, 1685, in-12. La troisième édition parut à Leipzig en 1698 ; une autre à Strasbourg en 1705, etc. Christoph Helwig en donna en 1714 une traduction allemande, qui fut revue et augmentée en 1716 par Johann Gottfried Thilo. Cette version a été souvent réimprimée, avec des suppléments si copieux chaque fois, que la cinquième édition, de 1755, renferme dix mille articles de plus que la quatrième de 1756 ;
- Institutionum medicarum Synopsis : adnectuntur methodus discendi medicinam, et delineatio communis dosium medicamentorum, Heidelberg, 1672, in-12. C’est le texte des leçons de l’auteur ;
- Tractatus philologico-medicus de cornutis, in quo varia curiosa delibantur ex theologorum, jurisconsultorum, medicorum, philosophorum, politicorum atque philologorum monumentis, Heidelberg, 1678, in-4° ;
- Parva bibliotheca zootomica, ibid., 1680, in-4° ;
- De palingenesia, sive resuscitatione artificiali plantarum, hominum et animalium e suis cineribus, liber singularis, jam revisus, emendatus, necnon commentario, et variorum suisque experimentis quamplurimis illustratus a Johanne Christiano Nehring, Halle, 1717, in-4°. La palingénésie proprement dite est une chimère. Les arguments accumulés par l’auteur pour en démontrer l’existence sont quelquefois ingénieux, mais toujours frivoles, et ses expériences sont défectueuses. Les commentaires de l’éditeur sont d’une prolixité rebutante et généralement plus obscurs que le texte.
- Parmi les opuscules très-nombreux du savant professeur, il faut mettre au premier rang ceux qu’il a publiés ou fait soutenir par divers candidats sous le nom très-impropre de Satires, et que son fils a recueillis en leur conservant le même titre : Satyræ medicæ viginti, quibus accedunt dissertationes sex, varii simulque rarioris argumenti, Leipzig, 1722, in-8°. Ce livre est réellement un recueil de vingt-sept dissertations, dont plusieurs sont très-importantes. Dans la cinquième, l’auteur examine comparativement les testicules des hommes et les ovaires des femmes. La douzième thèse est destinée à démontrer les inconvénients et les dangers des corsets baleinés. La seizième traite du verre et des hyalophages. La vingt-unième, composée par ordre de l’électeur palatin, est consacrée à la description et au traitement des hémorroïdes. Enfin le livre est terminé par une excellente esquisse des découvertes en anatomie : Bona nova anatomica. Quelques autres thèses isolées sont remarquables, tantôt par le choix de la matière, tantôt par l’élégance du style ;
- De morbo Quinti Ennii poetæ, sive podagra ex vino. Cette dissertation inaugurale, soutenue en 1694 par J.-J. Chuden, est pleine d’érudition ;
- De nakir Arabum, seu flatu ambulativo, 1684 ;
- De ψαμμισμω seu arenatione, 1695.

Les observations et mémoires insérés par Frank dans les Ephémérides des curieux de la nature sont excessivement multipliés ; il suffira de signaler les principaux :
- De quatuor fœtibus uno partu exclusis ;
- De amblyopia ex febre maligna ;
- De variolarum reliquiis ;
- De mercurio vivo e vivo hominis corpore emanante.

Frank a enrichi de préfaces ou de notes les Quæstiones medico-legales de Paul Zacchias, le De Medicina Magnetica de William Maxwell, la Dendrologie d’Ovidio Montalbani, les Œuvres de Michael Ettmüller et de Christian Lange, etc. Enfin, il a laissé une quantité considérable de manuscrits. Les plus importants sont des recueils d’observations et de consultations, et surtout une Biographie générale des médecins, en 3 volumes.
L’Éloge funèbre de Georg Franck, par Mullenius, a été inséré dans les Memoriæ theologorum de Heinrich Pipping ; Gottfried Thomasius, sous le pseudonyme de Vindicianus, en a publié un second.